# 유리아 (배우)
유리아(본명: 방지숙, 1988년 11월 30일 ~ )는 대한민국의 뮤지컬 배우, 가수이다.